# Bernard René Baum
Bernard René Baum ( n. 1937 ) es un botánico y profesor francocanadiense.
Desarrolla su actividad científica en el "Instituto de Investigaciones Biosistemáticas", del Ministerop de Agricultura de Canadá, Ottawa, Ontario.

## Algunas publicaciones
- bernard r. Baum. 1991. Computerized world registries for cultivars. Volumen 61, N.º 5 de Plant breeding abstracts. Editor CAB International, 4 pp.

- --------------------. 1978. Preparation of a barley register: an information retrieval system for cultivars. Contribution ... from Engineering and Statistical Research Institute. Con B. K. Thompson. Editor Engineering & Statistical Res. Institute, Agriculture Canada, 8 pp.

### Libros
- bernard r. Baum, douglas a. Johnson, grant l. Bailey. 2005. ''Ancient differentiation of the H and I haplomes in diploid hordeum species based on 5S rDNA: supplementary unpublished material. Ed. National Research Council of Canada. 34 pp.

- --------------------. 1989. Theory and practice of botanical classification: cladistics, phenetics and classical approaches - critical summary: botanical systematics in 1987. 14 pp.

- --------------------. 1981. Barley register: (a first report). Editor Research Branch, Agriculture Canada, 13 pp.

- --------------------. 1978. The genus Tamarix. Publications of the Israel Academy of Sciences and Humanities: Section of Sciences. Editor Israel Academy of Sciences and Humanities, 209 pp.

- --------------------. 1977a. Oats: wild and cultivated. Editor Institute, Dept. of Agriculture, 463 pp. ISBN 0660005131

- --------------------. 1977b. Supplement to Oats: wild and cultivated : bibliography. Número 14 de Monograph, Canada Dept. of Agriculture. Editor	Biosystematics Research Institute, Canada Dept. of Agriculture, Research Branch, 446 pp.

- --------------------, t. Rajhathy, j.w. Martens. 1975. Wild oat gene pool: a collection maintained by the Canada Department of Agriculture, Canada Avena (CAV). 2.ª edición revisada de Canadá Dep. of Agr. Information Division, 107 pp.

- --------------------. 1972. Material for an international oat register. Número 895 de Plant Research Institute contribution, Plant Research Institute (Canadá). Editor Plant Research Institute, Research Branch, Canada Dept. of Agriculture, 266 pp.

- --------------------. 1969. Pedigrees and other basic data of cultivars of oats: Worldwide material that is needed for identification and registration. Editor Canada Dept. of Agriculture, Research Branch, 130 pp.

- --------------------. 1967. Kalm's specimens of North American grasses- their evaluation for typification. Edición reimpresa

- La abreviatura «B.R.Baum» se emplea para indicar a Bernard René Baum como autoridad en la descripción y clasificación científica de los vegetales.[1]